# Английски булдог
 За едноименния прототип на Астон Мартин вижте Астон Мартин Булдог.  
Английският булдо́г (на английски: British Bulldog или English Bulldog) е неособено голяма, но много силна порода кучета, отличаваща се с едра и къса муцуна, плосък и раздвоен нос и широка раздвоена горна устна, заради което се виждат горните зъби – резци. Козината е къса, права, плътно прилягаща към тялото.

## История

### Произход
В най-ранната английска „Книга за кучетата“, написана от Джоуханъс Кейъс от Кеймбридж, през 1576 г., не се споменава конкретно думата булдог, което предполага, че булдогът като порода все още не се е появил. В своята книга д-р Кейъс описва „Mastive“ или „Bandogge“ като големи, упорити, грозни и енергични кучета с тежко тяло, които влизат в употреба като „захапват и направо хващат бика за рогата“. Авторът добавя за тези две породи, че са най-ефикасни за тази цел, колкото и неукротим да е бикът.
Булдогът ясно се различава от мастифа за пръв път през 1631 г. В писмо написано в Испания от Престуич Ийстън до неговия приятел Джордж Уелингхъм, тогава живеещ в Лондон, в което думата „булдог“ се появява отделно от „мастиф“ (mastive), когато авторът иска да му бъдат изпратени „едно куче от породата Mastive, каса ликьор и те моля да ми изпратиш и няколко доброкачествени булдога“. Според много историци, изследващи произхода на булдога, това е абсолютно доказателство за разделянето на породите булдог и мастиф.

### Първи клубове за породата
През 1864 г. първият клуб на породата булдог бил създаден с името „Hold fast“. Клубът бил основан от мъж на име Р. С. Рокстроу, който събрал група от около 30 ентусиасти. Клубът просъществува само 3 години, но те са достатъчни, за да се напише първият стандарт на породата. Това описание е наречено „Philo-Kuan“-ов стандарт.
През 1875 г. първият официален клуб на булдога бил създаден в дома „Blue Post“ в Лондон. Той бил предшественик на всички кучешки клубове по света и съществувал още преди Английският киноложки клуб да бъде учреден. Членове създали стандарт по различни критерии подобно на „Philo-Kuan“, което се използва и днес и се различава много малко от официалния стандарт.
Официалният клуб на булдога бил регистриран през 1894 г. Неговата основна функция била да следи навлизането на испански булдози, които тежали около 100 паунда (45 килограма) и повече. Тези булдози били считани за прекалено големи и една от първите цели на стандарта за породата булдог била да популяризира по-умерени размери за тези кучета.
Клубът провеждал ежегодни изложения на булдози в Лондон, но и също предлагал трофеи и медали за състезания, провеждани между членовете на клуба, които живели и в други градове. Той имал списък от съдии, които били избирани всяка година. Специалните награди били раздавани само на изложби, които оценявали съдии от този официален списък.

### Хапане на бикове
Първото състезание „Хапане на бикове“ се смята, че се е състояло през 1209 г. в Стамфорд по времето на управлението на крал Джон Безземни. Въпреки това има почва да се твърди, че всъщност спортът е започнал още преди от някои месари, които наемали кучета да гонят, хващат и хапят биковете, за да е по-крехко месото им. Още повече, че текстовете на Клодиън сочат, че спортът е започвал още по негово време.
„Уилям, Граф на Уорън и управител на града, стоейки до оградата на своята крепост видял два бика да се бият за една крава на ливадата, докато всички кучета на месарите не подгонили единият бик към града. Тази гледка толкова се харесала на Уилям, че той отстъпил ливадата на крепостта си на месарите, при положение че точно шест седмици преди Коледа докарат някой бик, за да започне практикуването на този спорт и да продължи завинаги.“
Това може да е било, а може и да не е било началото на стария английски спорт „Хапане на бикове“. Във всеки случай където и да е започнал, той станал изключително популярен с годините. Тази популярност довела до голямо търсене на кучета, обучени за спорта. Тези кучета били подбирани и отглеждани за кураж, сила и свирепост. От тринадесети до осемденадесети век „Хапането на бикове“ било национален спорт в Англия.

## Общи параметри на породата
Перфектният булдог трябва да е със среден размер и гладка козина, с голямо, набито и ниско разположено тяло, с масивна глава със скосена лицева част, с широки рамене и здрави крака. Общото излъчване и стойката трябва да внушават значителна устойчивост, сила и мощ. Всичко това и здравите му крака са точно толкова важни и днес, както са били и за предшествениците му. Нравът на кучето трябва да бъде благ и уравновесен, непоколебим и смел, но в никакъв случай агресивен и яростен. Поведението му трябва да е миролюбиво и гордо. Всички тези характеристики очертават общото излъчване и допринасят за нрава на кучето.

### Пропорция
Тя е особено важна за булдога, защото определя общото му излъчване. Обиколката на черепа в предната част през ушите трябва да е приблизително равна на височината на раменете на кучето.

### Симетрия
Определя се от внимателно подбрани точки, които са добре разпределени и имат добра свързаност помежду си. Пропорциите и симетрията имат главно значение при изчисляване на цялостната оценка на кучето.

## Стандарт на породата

### Череп
Черепът трябва да бъде широк и обиколката в предната му част на ушите трябва да бъде равна на височината на раменете на кучето. Гледан отпред черепът трябва да излиза над долната челюст.

### Стоп
Стоп – слепоочията трябва да са добре подчертани, широки, квадратни и високо разположени, като образуват вдлъбнатина между очите. Стопът трябва да е дълбок и широк и да стига до средата на челото, като вертикално разделя главата на две части.

### Очи и клепачи
Очите, гледани фронтално, трябва да са разположени в средната част на главата, възможно по-далеч от ушите, а ъглите им трябва да са разположени в права линия и да сключват прави ъгли със стопа. Очите трябва да са в предната част на главата и възможно по-далеч едно от друго, като външните им ъгли допират контурите на бузите. Очите трябва да са с кръгла форма, със среден размер, да бъдат нито хлътнали, нито изпъкнали, но задължително е да бъдат с тъмен цвят. Клепачите трябва да покриват очните сфери, когато кучето гледа право напред, не трябва да се вижда бялата част.

### Уши
Ушите трябва да са разположени високо, като предният външен край на всяко ухо се свързва с външната линия на горния заден ъгъл на черепа, така че да са възможно по-раздалечени едно от друго и по-далеч от очите. Размерите им трябва да са сравнително малки и е важно ушите да са тънки. Най-много желаната форма е тип „роза“, при която то се свива навътре в долния заден край, като открива вътрешната гънка. Ушите не трябва да са изправени или отметнати настрани и не трябва да бъдат отрязани в никакъв случай.

### Носна гъба
Носът трябва да е голям, широк и черен, върхът му е дълбоко разположен между очите. Разстоянието от края на стопа до върха на носа трябва да бъде възможно най-късо и да не надвишава дължината между върха на носа и ръба на долната устна. Ноздрите трябва да са широки, големи и отново черни с добре очертана линия помежду им. Всеки друг цвят освен черния се дисквалифицира.

### Челюст и захапка
Челюсти и захапка – те трябва да са масивни, много широки, квадратни, като долната челюст трябва да бъде пред горната и да бъде обърната нагоре.

### Зъби
Зъбите трябва да са големи и здрави, като кучешките зъби са широко напред и шестте малки зъба от предната линия са в една редица с кучешките. Долният зъб е доста пред горния. Излязлата челюст е уникална и много важна характерна черта за булдога.

### Тяло
Тяло – гърдите и тялото трябва да са обемисти, със закръглени страни, добре окръглени ребра и много дълбока част още от раменете до долната си част, където се свързава с гръдния кош. Трябва да бъде добре сложено надолу между раменете и предните крака, за да дава на кучето широко и ниско, късокрако излъчване.

### Опашка
Опашка – може да бъде както права, така и леко завъртяна, но в никакъв случай извита или вълниста, при всеки един случай трябва да е къса, да пада надолу, като коренът е по-дебел от края. Ако е права опашката трябва да е цилиндрична и постоянно заострена. Ако е леко завъртяна, извивката трябва да е добре подчертана, може също да е рязко отсечена или жилеста.

### Космена покривка
Козина – трябва да е права, къса, равна, с деликатна текстура, гладка и лъскава (да не бъде набръчкана и извита).

## Особености на характера
Характерното свирепо изражение на кучетата от породата Английски булдог не изразява действително техния нрав. Те са изключително спокойни и уравновесени, лоялни към стопаните си и са весели и мили компаньони. Изключително бързо и с лекота се привързват към стопаните си и членовете на тяхното семейство.